# Horsey Horseless
Horsey Horseless – projekt samochodu autorstwa Uriaha Smitha z 1899 roku.

## Charakterystyka
Uriah Smith z Battle Creek, zajmujący się inżynierią kaznodzieja adwentystów dnia siódmego, doszedł do wniosku, że największym problemem wczesnych samochodów jest fakt, iż mogą one straszyć konie, co może nieść z sobą niebezpieczne skutki. Wychodząc naprzeciw temu, Smith zaprojektował i opatentował samochód Horsey Horseless. Istotą samochodu było umieszczenie z przodu drewnianej głowy konia naturalnych rozmiarów, która zawierała również zbiornik paliwa. Smith tłumaczył, że prawdziwy koń z daleka będzie myślał, iż widzi innego konia, a zanim odkryje pomyłkę i fakt bycia oszukanym, samochód go minie, przez co koń nie oszaleje.
Nie wiadomo, czy został zbudowany jakikolwiek egzemplarz Horseya Horseless.

## Wyjaśnienia i spuścizna
Według znawców zachowań koni, tłumaczenia Smitha nie miały pokrycia w rzeczywistości. Według Lauren Fraser, konsultantki ds. zachowań koni w Kolumbii Brytyjskiej, koń nie zostałby oszukany, widząc samochód. Dr Carey Williams, znawca koni na Uniwersytecie Rutgersa, podkreślił, że konie używają do rozpoznania głównie węchu, a samochód pachnie paliwem, olejem i drewnem, więc dla konia oznacza coś innego aniżeli inny koń. Williams zaznaczył również, iż konie łatwo się przyzwyczajają i po ujrzeniu kilku samochodów wiedzą, że nie zostaną przez nie zranione.
Horsey Horseless znalazł się na liście najgorszych samochodów w historii według magazynu „Time”.